# Antonio Roldán
Pour les articles homonymes, voir Roldán.
Antonio Roldán Reyna est un boxeur mexicain né le 15 juin 1946 à Mexico.

## Carrière
Antonio Roldán s'illustre aux Jeux olympiques de Mexico en 1968 en remportant la médaille d'or en battant en finale l'Américain Alberto Robinson par disqualification.

## Parcours auxJeux olympiques
Jeux olympiques d'été de 1968 à Mexico (poids plumes) :
- Bat Abdel Awad (Soudan) 5-0
- Bat Eddie Treacy (Irlande) 4-1
- Bat Valeri Plotnikov (URSS) 4-1
- Bat Philip Waruinge (Kenya) 3-2
- Bat Albert Robinson (États-Unis) par disqualification au 2e round